# Darryl Thomas
Darryl Thomas (* 25. Mai 1965 in Chicago, Illinois; † 28. März 2018 ebenda) war ein US-amerikanischer Basketballspieler. Nach einer vielversprechenden Karriere als Basketballspieler am College, in der er mit den Hoosiers der Indiana University die NCAA Division I Basketball Championship 1987 gewann, schaffte Thomas nicht den Sprung in einen Kader der US-Profiliga National Basketball Association. Stattdessen war Thomas zunächst Profi in der British Basketball League (BBL), in der er als Rookie zum Most Valuable Player (MVP) der BBL-Saison 1987/88 ernannt wurde. Später spielte Thomas noch für verschiedene Vereine in der Polska Liga Koszykówki, bevor er 1998 seine Karriere als Spieler beendete. Zurück in seinem Heimatland wurde Thomas als Nachwuchstrainer in der Nähe seines Geburtsortes tätig, was er sich nach eigener Aussage schon als Student vorgenommen hatte.

## Karriere
Bereits in der Highschool konnte Thomas als Basketballspieler auf sich aufmerksam machen, als er an der St. Joseph’s High School in Westchester (Illinois) unter Trainer Gene Pingatore spielte, der schon Isiah Thomas, der nicht mit Darryl verwandt ist, ausgebildet hatte. Wie vier Jahre zuvor sein Namensvetter Isiah wurde auch Darryl Thomas zum „McDonald’s All-American Game“ der besten Highschool-Basketballspieler des Landes eingeladen und ging anschließend an die Indiana University, für die auch Isiah Thomas während seiner Collegekarriere gespielt und 1981 die NCAA-Meisterschaft gewonnen hatte. Hier spielte Darryl Thomas für die Hochschulmannschaft Hoosiers in der Big Ten Conference der NCAA unter Trainer Bobby Knight. Knight, der später für seine Erfolge als Basketballtrainer in der NCAA in die Naismith Memorial Basketball Hall of Fame aufgenommen wurde, war für seinen militärähnlichen Drill und sein ungezügeltes Temperament bekannt, die in umstrittenen Motivationsmethoden resultierten, unter denen auch Thomas persönlich zu leiden hatte. In der „Freshman“-Saison von Thomas schied man 1984 in der landesweiten Endrunde im Viertelfinale Elite Eight gegen die Cavaliers der University of Virginia aus. In der folgenden Saison erreichte man in der „Postseason“ das Finale des National Invitation Tournament, das mit drei Punkten Unterschied gegen die UCLA Bruins verloren ging. John Feinstein, der die Mannschaft und Trainer Knight ein Jahr in der Saison 1985/86 begleitet hatte, schrieb eine Reportage „A Season on the Brink“, die als Buch ein Bestseller in den Vereinigten Staaten wurde und von der 2002 ein Fernsehfilm produziert wurde.
Nach einer Erstrundenniederlage in der NCAA-Endrunde 1986 war Darryl Thomas gemeinsam mit dem mannschaftsinternen „Topscorer“ Steve Alford und einem weiteren Mannschaftskameraden Mannschaftskapitän der Hoosiers, die 1987 die Meisterschaft der Big Ten gewannen. In der landesweiten NCAA-Endrunde zog man bis ins Finale gegen die Orangemen der Syracuse University ein. Im praktisch letzten verbleibenden Angriff des Spiels, als die Hoosiers zu diesem Zeitpunkt mit einem Punkt zurücklagen, bekam neun Sekunden vor dem Ende Thomas am „low post“, dem Bereich der Zonenbegrenzung, der am nächsten zum Korb ist, den Ball, konnte aber seinen Gegenspieler Derrick Coleman, späterer NBA All-Star, mit einer Wurftäuschung nicht düpieren und passte den Ball wieder heraus an den Spielfeldrand zu seinem Mannschaftskameraden Keith Smart, der mit dem siegbringenden Wurf den Ball im Korb versenken konnte. Während der erfolgreiche Korbwurf von Smart im basketballverrückten Indiana bald nur noch als „The Shot“ bekannt war, soll der Legende nach Trainer Knight einen Foto des Assists statt des erfolgreichen Wurfes in seinem Haus aufgehängt haben. Alford, Thomas und Most Outstanding Player Smart erzielten 64 der 74 Punkte von Indiana beim Finalsieg.
Der NCAA-Finalsieg bedeutete 1987 auch das Ende der vierjährigen Collegekarriere von Thomas. Im NBA Draft wurde er erst in der sechsten Runde an 120. Position von den Sacramento Kings ausgewählt. Anschließend konnte sich Thomas nicht für den Saisonkader der Kings empfehlen und begann schließlich eine Karriere als Profi in der frisch gegründeten Profiliga British Basketball League (BBL) im Vereinigten Königreich. Für die Premierensaison 1987/88 wurde Thomas von den Hemel & Watford Royals aus Hertfordshire unter Vertrag genommen, die jedoch nicht einmal ein Drittel ihrer Saisonspiele gewannen und die Play-offs der besten Mannschaften deutlich auf dem elften Platz verpassten. Trotzdem wurde Thomas in seiner ersten professionellen Saison zum MVP der BBL-Saison 1987/88 gewählt. In der folgenden Saison 1988/89 erreichten die Royals mit nahezu ausgeglichener Saisonbilanz als Siebter die Play-offs, in denen sie in der ersten Runde gegen Titelverteidiger MIM Livingston ausschieden. Die Royals waren jedoch wie viele andere Mannschaften der geschlossenen Profiliga, die innerhalb von zwei Jahren nach ihrem Start von 15 auf acht Mannschaften schrumpfte, wirtschaftlich angegriffen und verließen nach dem Saisonende die Liga. Thomas, der in der zweiten Saison für die Royals nur 14 Einsätze gemacht hatte, kehrte nicht mehr in die BBL zurück.
Ab Mitte der 1990er Jahre spielte Thomas in Polen und konnte mit Polonia MKS aus Przemyśl 1995 die Vizemeisterschaft in der Polska Liga Koszykówki erringen. Nach einem dritten Platz 1996 wechselte Thomas für die Saison 1997/98 noch einmal den Verein, nachdem er im Sommer 1997 in der Dominikanischen Republik gespielt hatte. Mit Przemyśls Ligakonkurrenten Stal aus Stalowa Wola, das ebenfalls in der Woiwodschaft Karpatenvorland im Südosten Polens gelegen ist, konnte er jedoch keine vordere Platzierung mehr erreichen. Anschließend war Thomas in keinen nennenswerten Profiligen mehr aktiv und beendete schließlich nach 13 Profijahren als Spieler seine aktive Karriere auf dem Spielfeld. Er kehrte in seine Heimat zurück und ließ sich in Bolingbrook nieder, wo er als Nachwuchstrainer unter anderem zunächst an der St. Joseph’s High School, wo er selbst zur Schule gegangen war, und später auch an der Nachwuchsakademie der Profimannschaften Chicago White Sox und Chicago Bulls arbeitete.
Thomas starb 2018 an einer Herzinfarkt.